# Confine tra Indonesia e Timor Est
Il confine tra l'Indonesia e Timor Est ha una lunghezza totale di 228 chilometri,  divisa in due segmenti per via dell'enclave timorese di Oecussi.

## Storia
Questo confine è uno dei più recenti al mondo, poiché Timor Est ha ottenuto l'indipendenza dall'Indonesia nel 2002. L'accordo preliminare di confine, che copre circa 90% di frontiera terrestre, è stato firmato il 30 giugno 2004 dai ministri degli esteri Hassan Wirajuda (per l'Indonesia) e José Ramos-Horta (per Timor Est). Un accordo firmato nel settembre 2006 porta al 97% di confine. Nell'ottobre 2007 un ultimo accordo è stato finalizzato. 
Il confine segue la linea di demarcazione tra quelle che allora erano le colonie di Timor portoghese e le Indie orientali olandesi, stabilita in una convenzione del 1904 e modificata tramite arbitrato nel 1914.

## Passaggi
Il punto di accesso dall'Indonesia (provincia delle Nusa Tenggara Orientale) verso Dili è a Batugade, località situata sulla costa settentrionale dell'isola di Timor.

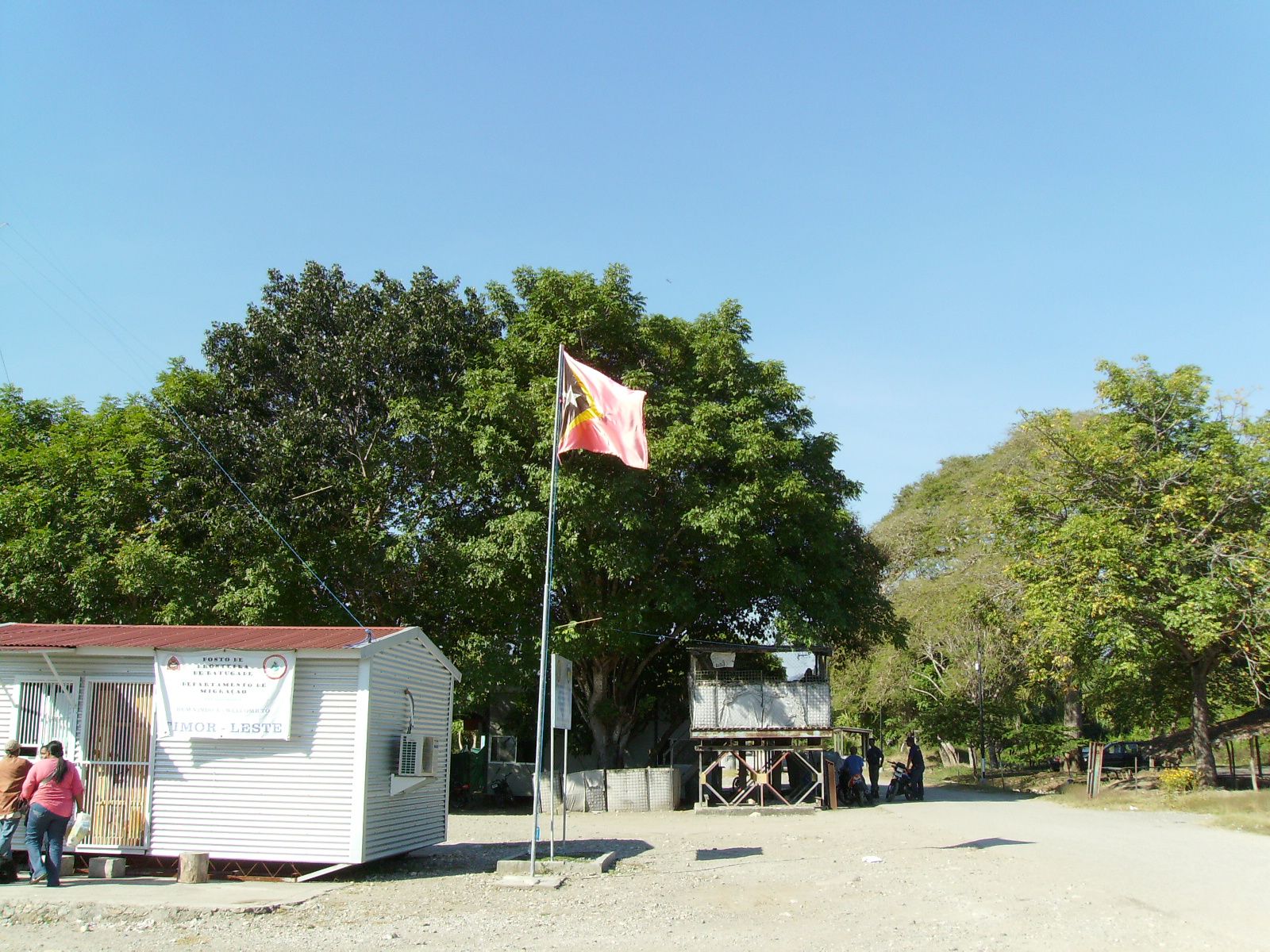
Il posto di frontiera timorese
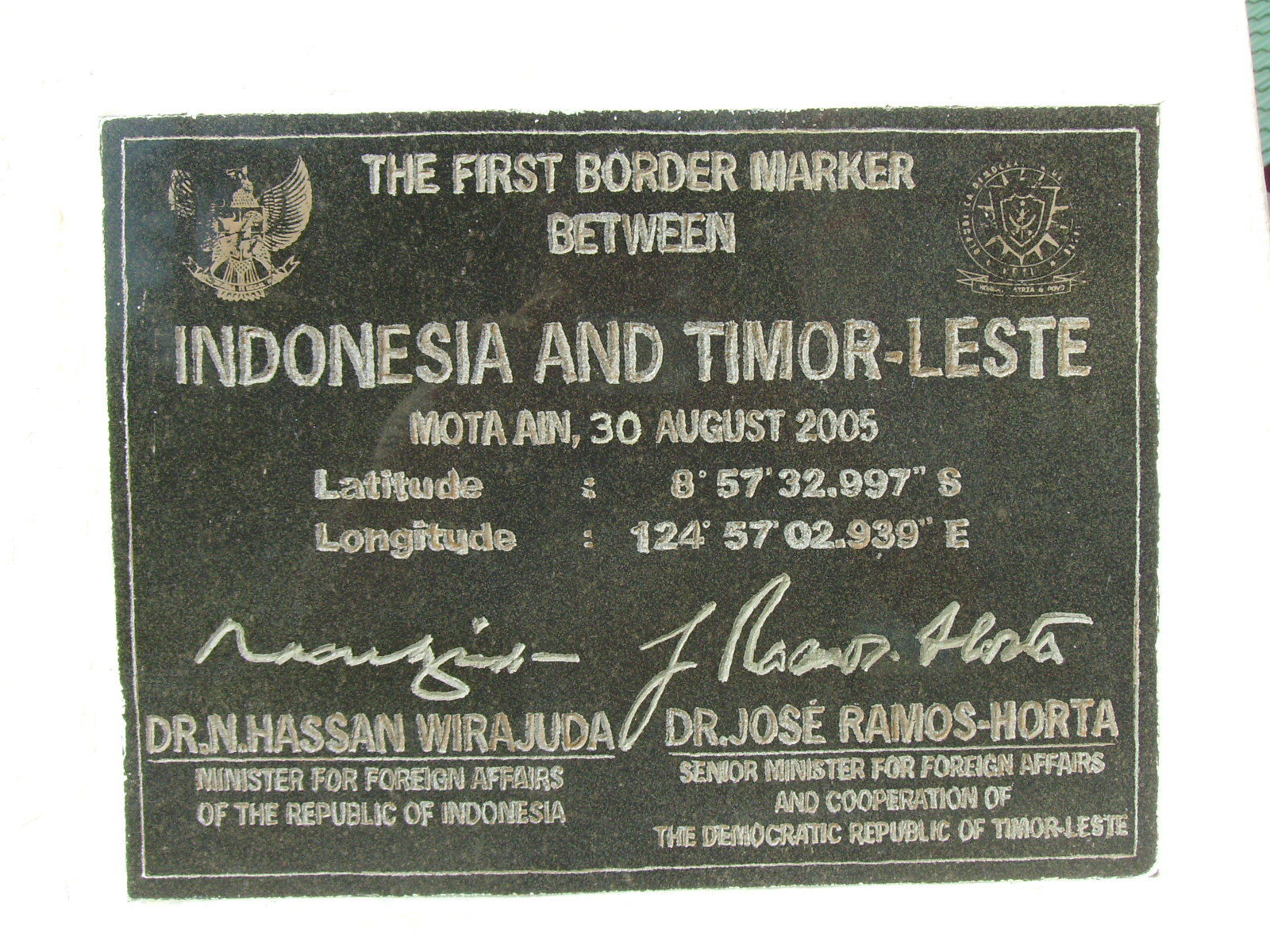
La targa commemorativa che segna il confine ufficiale
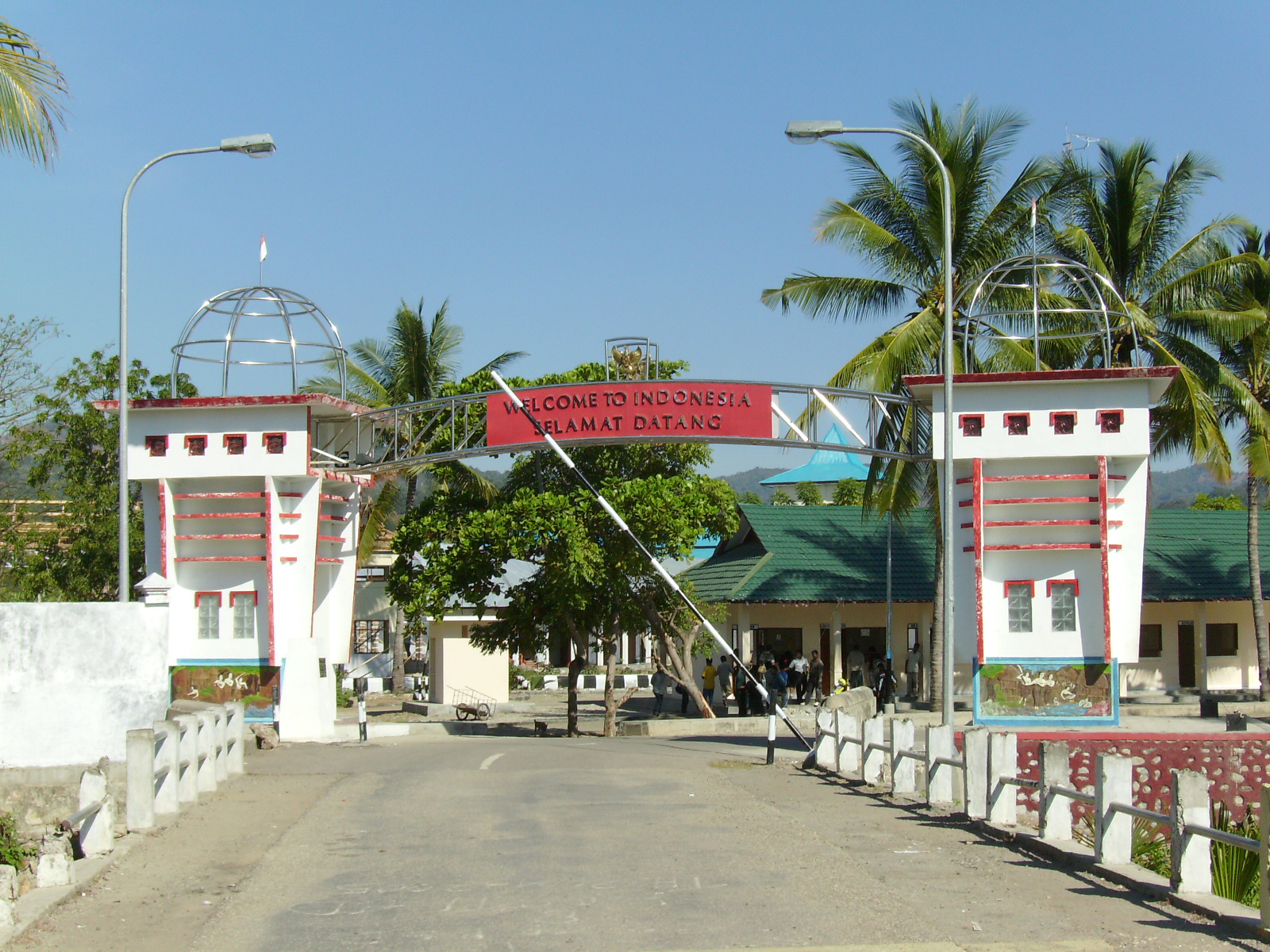
Il posto di frontiera indonesiano